# Programinis
Genre
Programinis est un genre fossile de plantes à fleurs de la famille des Poaceae, qui comprend deux espèces décrites : Programinis burmitis et Programinis laminatus.

## Liste des espèces
Selon Tropicos (19 mars 2021) :
- †Programinis burmitis Poinar, 2004
- †Programinis laminatus Poinar, 2004

## Publication originale
- (en) George O. Poinar, Jr., « Programinis burmitis gen. et sp. nov., and P. laminatus sp. nov., Early Cretaceous grass-like monocots in Burmese amber », Australian Systematic Botany, vol. 17, no 5,‎ 2004, p. 497 (ISSN 1030-1887, DOI 10.1071/SB04002, lire en ligne , consulté le 13 octobre 2023)